# Natació als Jocs Olímpics d'Estiu de 1912

Als Jocs Olímpics de 1912 celebrats a la ciutat d'Estocolm (Suècia) es disputaren nou proves de natació, set destinades a la categoria masculina i dues a la categoria femenina. Fou la primera vegada que les dones pogueren competir en aquest esport en els Jocs Olímpics.

## Resum de medalles

### Categoria masculina
| Prova                           | Or                                                                      | Or      | Argent                                                                           | Argent  | Bronze                                                                     | Bronze  |
| 100 m lliures detalls           | Duke Kahanamoku                                                         | 1:03.4  | Cecil Healy                                                                      | 1:04.6  | Kenneth Huszagh                                                            | 1:05.6  |
| 400 m lliures detalls           | George Hodgson                                                          | 5:24.4  | John Hatfield                                                                    | 5:25.8  | Harold Hardwick                                                            | 5:31.2  |
| 1.500 m lliures detalls         | George Hodgson                                                          | 22:00.0 | John Hatfield                                                                    | 22:39.0 | Harold Hardwick                                                            | 23:15.4 |
| 100 m esquena detalls           | Harry Hebner                                                            | 1:21.2  | Otto Fahr                                                                        | 1:22.4  | Paul Kellner                                                               | 1:24.0  |
| 200 m braça detalls             | Walter Bathe                                                            | 3:01.8  | Wilhelm Lützow                                                                   | 3:05.0  | Kurt Malisch                                                               | 3:08.0  |
| 400 m braça detalls             | Walter Bathe                                                            | 6:29.6  | Thor Henning                                                                     | 6:35.6  | Percy Courtman                                                             | 6:36.4  |
| relleus 4×200 m lliures detalls | AustralàsiaCecil Healy Malcolm Champion Leslie Boardman Harold Hardwick | 10:11.6 | Estats UnitsKenneth Huszagh · Harry Hebner · Perry McGillivray · Duke Kahanamoku | 10:20.0 | Regne UnitWilliam Foster · Thomas Battersby · John Hatfield · Henry Taylor | 10:28.2 |

### Categoria femenina
| Prova                           | Or                                                                   | Or     | Argent                                                                       | Argent | Bronze                                                              | Bronze |
| 100 m lliures detalls           | Fanny Durack                                                         | 1:22.2 | Wilhelmina Wylie                                                             | 1:25.4 | Jennie Fletcher                                                     | 1:27.0 |
| relleus 4×100 m lliures detalls | Regne UnitBelle Moore · Jennie Fletcher · Annie Speirs · Irene Steer | 5:52.8 | Imperi AlemanyWally Dressel · Louise Otto · Hermine Stindt · Grete Rosenberg | 6:04.6 | ÀustriaMargarete Adler Klara Milch Josephine Sticker Berta Zahourek | 6:17.0 |

## Medaller
| Posició | País           | Or | Argent | Bronze | Total |
| 1       | Imperi Alemany | 2  | 3      | 2      | 7     |
| 2       | Australàsia    | 2  | 2      | 2      | 6     |
| 3       | Estats Units   | 2  | 1      | 1      | 4     |
| 4       | Canadà         | 2  | 0      | 0      | 2     |
| 5       | Regne Unit     | 1  | 2      | 3      | 6     |
| 6       | Suècia         | 0  | 1      | 0      | 1     |
| 7       | Àustria        | 0  | 0      | 1      | 1     |
|         |                |    |        |        |       |
| Total   | Total          | 9  | 9      | 9      | 27    |